# Conferentie van Brussel (1874)
De Conferentie van Brussel vond van 27 juli tot en met 27 augustus 1874 plaats en had als doel het aannemen van een internationale overeenkomst over de wetten en gebruiken van oorlog.
De Russische tsaar Alexander II had het initiatief hiertoe genomen en vertegenwoordigers van 15 Europese staten namen deel aan de conferentie. De in de Verklaring over de wetten en gebruiken van de oorlog geformuleerde besluiten van de conferentie leidden in de periode die volgde weliswaar niet tot een bindend verdrag, maar zij vormden wel een belangrijke basis voor latere ontwikkelingen op het gebied van het internationaal humanitair recht. Aanleiding van deze conferentie was het bombardement van Valparaíso, een belangrijke Chileense havenstad die niet versterkt was, door Spanje tijdens de Spaans-ZuidAmerikaanse oorlog.

## Juridische en geschiedkundige betekenis
Tijdens de onderhandelingen van de Conferentie van Brussel lag de nadruk op de door de Russische volkenrechtdeskundige Friedrich Fromhold Martens ontworpen conventie. Het document dat oorspronkelijk uit 71 artikelen bestond werd, nadat het op meerdere punten gewijzigd en ingekort was, weliswaar door de deelnemers aangenomen, maar de uiteindelijk uit 56 artikelen bestaande “Verklaring over de wetten en gebruiken van de oorlog” verkreeg bij gebrek aan latere ratificaties nooit de status van bindend verdrag. Desalniettemin vormde de verklaring samen met de door Zwitserse jurist Gustave Moynier ontworpen Oxford Manual uit 1880 de basis voor het in het kader van de vredesconferenties in Den Haag (1899 en 1907) aangenomen Haagse Conventie, in het bijzonder voor het Haagse Landoorlogreglement. De Haagse Verdrag nopens de wetten en gebruiken van de oorlog te land (1907), waaraan het Haagse Landoorlogreglement als bijlage is toegevoegd, verwijst in zijn teksten uit 1899 en 1907 naar de besluiten van de Conferentie van Brussel.
De Verklaring van Brussel omvatte onder andere richtlijnen voor het beheer van bezette gebieden en definities van zowel strijders als niet-strijders. Bovendien legde de verklaring beperkingen bij de keuze van middelen om de tegenstander te verwonden vast, zoals een verbod op de inzet van giftige stoffen bij oorlogsvoering, een verbod om een weerloze tegenstander of een tegenstander die zich overgeeft te doden en het bevel om geen kwartier te verlenen. Op grond van de verklaring was eveneens het onrechtmatig gebruik van de witte vlag, van nationale vlaggen van conflictpartijen en van het beschermteken van de Conferentie van Genève (1864) verboden. Verder stonden er in de verklaring regels voor belegeren en bombarderen zoals een bevel om ziekenhuizen en gebouwen met een culturele, wetenschappelijke of andere maatschappelijke betekenis zoveel mogelijk te ontzien alsook een bevel om plunderingen te voorkomen. Voor de omgang met krijgsgevangenen gold het grondbeginsel dat deze menselijk dienden te worden behandeld. Voor de behandeling van gewonde en zieke soldaten verwees de verklaring naar de Conventie van Genève. Verdere regels bestraften de capitulatie van een conflictpartij en het beëindigen van een wapenstilstand.